# Референдум в Молдове (2019)
Референдум по вопросу изменения Конституции Республики Молдова прошёл 24 февраля 2019 года.
Первый вопрос касался сокращения числа депутатов парламента с 101 до 61, второй вопрос касался возможности отзыва депутатов парламента. Одновременно в этот же день прошли выборы в парламент Молдавии.
По первому вопросу: за были — ДПМ, «Сперанца-надежда»; против выступили ПКРМ, «Демократия дома», «Народная партия воли».
По второму вопрос в поддержку выступила ДПМ; против — ПКРМ, «Демократия дома», «Народная партия воли», «Сперанца-надежда».

## Результаты референдума
| Сокращение парламента со 101 до 61 места | 744 529 | 73,66 | 266 188 | 26,34 | 133 544 | 1 144 261 | 2 938 095 | 38,95 | Принято |
| Отзыв депутата парламента с должности    | 808 266 | 79,97 | 202 497 | 20,03 | 132 634 | 1 143 397 | 2 937 295 | 38,93 | Принято |
| Источник: ЦИК                            |         |       |         |       |         |           |           |       |         |